# Pestratten
Die Pestratten (Nesokia) sind eine Nagetiergattung aus der Gruppe der Altweltmäuse (Murinae). Die Gattung umfasst zwei Arten. Sie sind nahe Verwandte der Bandikutratten und werden mit diesen in die Rattus-Gattungsgruppe innerhalb der Altweltmäuse eingegliedert.
Der  Körperbau der Pestratten ist stämmig, der Kopf ist kurz und gerundet, die Schnauze ist breit, die Ohren sind rundlich. Der Schwanz ist relativ kurz, die Zehen tragen starke Krallen. Mit 0,1 bis 0,5 Kilogramm zählen sie zu den größeren Altweltmäusen.
Sie sind im südwestlichen und westlichen Asien beheimatet und bewohnen verschiedene Lebensräume.
Es gibt zwei Arten,
- die Rote Pestratte (Nesokia bunnii) und
- die Pestratte (Nesokia indica).

Die Rote Pestratte, die nur im Irak vorkommt, ist größer und hat ein rötlicheres Fell und einen behaarteren Schwanz als die Pestratte.
Systematisch werden die Pestratten in die Rattus-Gruppe eingeordnet, sind also nahe mit den Ratten verwandt.